# Gueto de Chortkiv

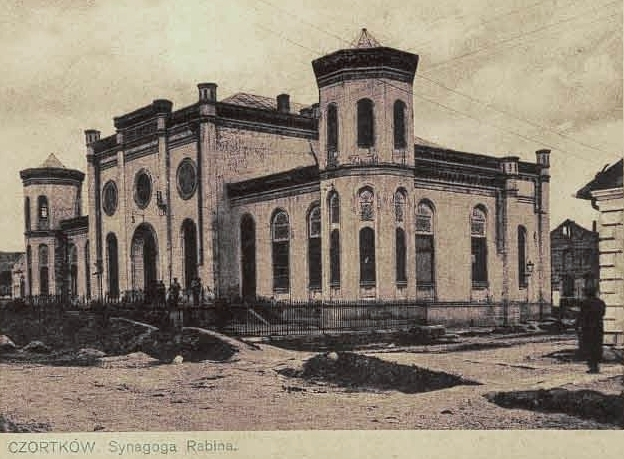
La nueva sinagoga del Rebe de Chortkiv, construida en 1905.

El gueto de Chortkiv, fue un gueto establecido por los nazis en Ucrania en 1942, después de la invasión alemana, durante la Segunda Guerra Mundial, para concentrar a la población judía. 

## Historia
La comunidad judía de Chortkiv se remonta al menos a omienzos del siglo XVII, siendo el registro más antiguo de presencia hebrea en la ciudad de 1616. Hasta 1939 la ciudad de formaba parte la Segunda República Polaca, siendo ocupada por el Ejército Rojo el 17 de septiembre de 1939, pasando a formar parte de Ucrania. A comienzos de los años 1930 Chortkiv tenía 31.000 habitantes, de los cuales un 46,4 % de polacos (católicos), un 30 % de judíos y un 22,8 % eran ucranianos (ortodoxos). 
La ocupación soviética fue recibida con alivio por la población judía, que se escapó de caer en manos de los nazis. Sin embargo, en junio de 1941 las fuerzas nazis ocuparon la ciudad, siendo pocos los judíos que aprovecharon la oportunidad de escapar junto al Ejército Rojo, a pesar de que las autoridades soviéticas hicieron lo posible para permitir la huida de la población.
Con la ocupación nazi se dio comienzo a la violenta persecución de la población judía, por parte de la propia población ucraniana, que había sido objeto de una campaña antisoviética y antisemita alimentada por agentes alemanes y espías ucranianos. Las primeras acciones consistieron en saqueos de propiedades y asesinato de familias judías enteras, perpetrados por campesinos ucranianos contra sus vecinos. En un inicio, los ataque más brutales contra los judíos fueron llevados a cabo por la policía ucraniana organizada por los nazis, realizando asesinatos masivos. En las primeras semanas sobre un centenar de judíos habían sido asesinados. 
Poco tiempo después los alemanes organizaron un Judenrat en Czortkow, formado por 12 personas, entre los que se cuentan Israel Langerman, Bertsie Steiger, Feivish Lebhard e Israel Mordechai Treiner. El cual servía como canal de comunicación entre las fuerzas de ocupación y la comunidad judía, formando una policía judía y muchas veces colaborando en la entrega de trabajadores forzados a los nazis.
A comienzos de 1942, en el marco de la "solución final al problema judío", los nazis crearon un gueto para confinar a la población judía de la ciudad y de la zona circundante entre las calles Rzeznicka, Składowa, Targowa, Lazienna, Podolska y Szkolna. Con el fin de organizar de mejor modo la posterior deportación a campos de concentración y exterminio.
El 26 de agosto de 1942, dos mil judíos del gueto de Chortkiv fueron deportados al campo de exterminio de Belzec por la Schutzpolizei alemana, mientras que otros quinientos, enfermos o demasiado jóvenes, fueron asesinados en el mismo lugar. En 1944, el Ejército Rojo liberó la ciudad pueblo.